# Jasbir Puar
Jasbir Kaur Puar (* 13. Dezember 1967) ist eine US-amerikanische Queer-Feministin und Professorin für Women’s and Gender Studies an der Rutgers University.

## Werdegang
Puar studierte Wirtschaftswissenschaft und Germanistik an der Rutgers University, wo sie im Jahr 1989 den Bachelor of Arts erlangte. Ein Studium der Frauenforschung an der University of York in England schloss sie 1994 mit dem Master of Arts ab, anschließend promovierte sie 1999 im Bereich Ethnic Studies mit einem Schwerpunkt auf Frauen, Gender und Sexualität an der University of California, Berkeley. Seit 2000 ist Puar an der Rutgers University tätig, seit 2017 als ordentliche Professorin.
Ihr bekanntestes Buch ist The Right to Maim: Debility, Capacity, Disability (2017), zusätzlich bekam sie für Terrorist Assemblages: Homonationalism in Queer Times (2017) eine Auszeichnung. Dieses Werk wurde in mehrere Sprachen übersetzt, darunter Spanisch und Französisch. Des Weiteren veröffentlichte sie zu den Themen Südasien-Diaspora-Kultur in den USA, LGBT Tourismus, Terrorismus Studies, Surveillance Studies, Intersektionalität, Animal Studies, Posthumanismus, Homonationalismus, Pinkwashing und palästinensischen Terrorismus.

## Bücher

### Terrorist Assemblages
In Queer Times, Queer Assemblages, das 2005 veröffentlicht wurde, analysiert Puar den Krieg gegen den Terrorismus als eine Ansammlung von Rassismus, Nationalismus, Patriotismus und Terrorismus und behauptet, dass er „bereits zutiefst queer“ sei. Ihr Fokus liegt auf terroristischen Körperlichkeiten im Gegensatz zu „normativen Patriotenkörpern“, und sie argumentiert, dass „Diskurse der Terrorismusbekämpfung von Natur aus geschlechtsspezifisch, rassistisch, sexualisiert und nationalisiert“ seien. Durch eine Analyse der amerikanischen Reaktion auf die Folterung und den Missbrauch von Gefangenen in Abu Ghraib im Jahr 2004 behauptet sie, dass zeitgenössische Diskurse der muslimischen Sexualität nur einen grundlegenden Glauben an den amerikanischen Exzeptionalismus verdecken und reproduzieren würden. Sie re-artikuliert auch den Körper des Selbstmordattentäters als „eine queere Assemblage, die sich der Queerness-als-sexuelle-Identität widersetzt“, eine Kraft mit der Zeit, Kraft, Raum und Körper zu konvergieren, zu implodieren und neu zu ordnen. Schließlich konzentriert sich Puar auf den archetypischen Sikh-Terroristen, Turban und Vollbart, um zu behaupten, dass ihre Untersuchung der Queerness als Assemblage die Aufmerksamkeit auf die „Epistemologie im Zusammenspiel mit der Ontologie“ lenkt.
Puar schöpft aus dem von Gilles Deleuze und Félix Guattari entwickelten Ansatz der „Assemblage“. Auf diese Weise werden soziale und politische Phänomene als eine Kombination aus biologischen und kulturellen Faktoren betrachtet. Sie kritisiert den Einsatz des Homonationalismus in den Vereinigten Staaten als Rechtfertigung für die gewaltsame Umsetzung der Doktrin des amerikanischen Exzeptionalismus, die im Krieg gegen den Terror verkörpert ist. Die Vereinigten Staaten zeigen ihre vermeintlich liberale Offenheit für Homosexualität, um ihre Identität im Gegensatz zur sexuellen Unterdrückung in muslimischen Ländern zu sichern. Diese Unterdrückung diene den Vereinigten Staaten als Vorwand, um unterdrückte Frauen und sexuelle Abweichungen in diesen Ländern zu „befreien“ und gleichzeitig die sexuelle Ungleichheit in den Vereinigten Staaten zu überwinden. Der Exzeptionalismus der Vereinigten Staaten und der Homonationalismus seien gegenseitig konstitutiv und vermischten Diskurse über das amerikanische Manifest Destiny, rassistische Außenpolitik und den Drang, das Unbekannte (verkörpert im Terroristen) zu dokumentieren und es zu erobern, indem sie seine Identität in Frage stellen und es so handhabbar und verständlich machen.
Puars Terrorist Assemblages: Homonationalism in Queer Times, wurde im Oktober 2007 veröffentlicht und beschreibt Zusammenhänge zwischen dem zeitgenössischen Diskurs über „Homosexuellenrechte“, die Integration von Homosexuellen in den Konsumismus, dem Aufstieg des „Weiß-sein“ und des westlichen Imperialismus sowie dem Kampf gegen den Terrorismus. Sie argumentiert, dass traditionelle heteronormative Ideologien jetzt von „homonormativen“ Ideologien begleitet würden, die dieselben hierarchischen Ideale bezüglich der Aufrechterhaltung der Dominanz in Bezug auf Rasse, Klasse, Geschlecht und Nationalstaat replizieren würden, eine Reihe von Ideologien, die sie als „Homonationalismus“ bezeichnet.

### The Right to Maim
In The Right to Maim: Debility, Capacity, Disability bringt Jasbir K. Puar ihre Arbeit über den liberalen Staat, die Sexualität und die Biopolitik in unser Verständnis von Behinderung ein. Puar nutzt das Konzept der „Schwäche“ – Körperschäden und soziale Ausgrenzung durch wirtschaftliche und politische Faktoren –, um die Kategorie der Behinderung zu durchbrechen. Sie argumentiert, dass Schwäche, Behinderung und Kapazität zusammen eine Ansammlung bilden, die Staaten nutzten, um die Bevölkerung zu kontrollieren. Puars Analyse gipfelt in einer Befragung der israelischen Politik gegenüber Palästina, in der sie argumentiert, dass Israel Palästinenser in ein biopolitisches Wesen bringe, indem es sie als verletzungsfähig bezeichne.
In seinem Buch Israel Denial: Anti-Zionism, Anti-Semitism, and the Faculty Campaign Against the Jewish State, beschreibt der Literaturprofessor Cary Nelson The Right to Maim als „einen intellektuellen und moralischen Schwindel […] entfernt von jeder beobachtbaren Realität“. Laut Nelson behauptet Puar in The Right to Maim eine „bizarre“ und undokumentierte Behauptung, dass Israel die Leichen der Palästinenser, die bei gewalttätigen Zwischenfällen getötet wurden, „ausweide“, damit Körperteile in Organtransplantationen verwendet werden können. Nelson nennt Puars Behauptung wissenschaftlich unleserlich, weil Körper, die durch Schüsse getötet werden, mit Bakterien verunreinigt und daher als Organtransplantation nutzlos seien. Er kritisierte die Duke University Press, weil sie „als evidenzbasierte Wissenschaft das veröffentlichte, was eigentlich eine grundlose Verleumdung ist, die dazu bestimmt ist, Hass zu schüren“. Der Literaturwissenschaftler David Mikics weist Puars Werk als „spektakulär voreingenommen“ gegen Juden zurück. Der Historiker David Berger beschreibt Puars Behauptung in The Right to Maim, dass Israel Sicherheitsoffiziere anweise, Demonstranten in einer Weise zu erschießen, die sie verstümmele, aber nicht töte, mit dem Ziel, eine behinderte Bevölkerung als eine Form der Blutanklage zu schaffen.

## Politische Einstellungen

### „Blutverleumdung“-Kontroverse
Am 3. Februar 2016 hielt Puar einen Vortrag am Vassar College zum Thema „Inhumanist Biopolitics: How Palestine Matters“, in dem sie die israelische Politik gegenüber Palästina und insbesondere die Behandlung der Palästinenser durch Israel hervorhob. Sie behauptete, dass Israel eine bewusste Politik der „Verstümmelung“ und „Verkrüppelung“ des palästinensischen Volkes betrieben habe, um die palästinensische Bevölkerung biologisch zu lähmen und ihre Fähigkeit, der israelischen Besatzung zu widerstehen, zu schwächen und sie gleichzeitig als Arbeiter oder Subjekte israelischer Experimente am Leben zu erhalten.
Als Reaktion auf ihre Rede kritisierten der Rechtswissenschaftler Mark Yudof, ehemaliger Präsident der University of California, und der Historiker Kenneth Waltzer, emeritierter Professor für Geschichte an der Michigan State University, Puar verbreite „Hass auf Juden und Israel“ und betreibe eine „Aktualisierung der mittelalterlichen Blutanklage gegen Juden“.

### Aufruf zum Boykott israelischer Kulturinstitutionen
Im Oktober 2024 gehörte Puar zu den Unterzeichnern eines Aufrufs zum Boykott israelischer Kulturinstitutionen, „die an der überwältigenden Unterdrückung der Palästinenser mitschuldig sind oder diese stillschweigend beobachtet haben“.

## Werke
- Terrorist Assemblages: Homonationalism in Queer Times (2007), Durham: Duke University Press, ISBN 978-0-8223-4114-7; 10th Anniversary Edition (2017) Durham: Duke University Press, ISBN 978-0-8223-7150-2; translated into French as: Homonationalisme. Politiques queers après le 11 Septembre (2012), Judy Minx (translator,), Paris: Editions Amsterdam, Maxime Cervulle, ISBN 978-2-35480-107-6
- The Right to Maim: Debility, Capacity, Disability, (2017), Duke University Press.